# Friedrich-Barbarossa-Denkmal (Türkei)

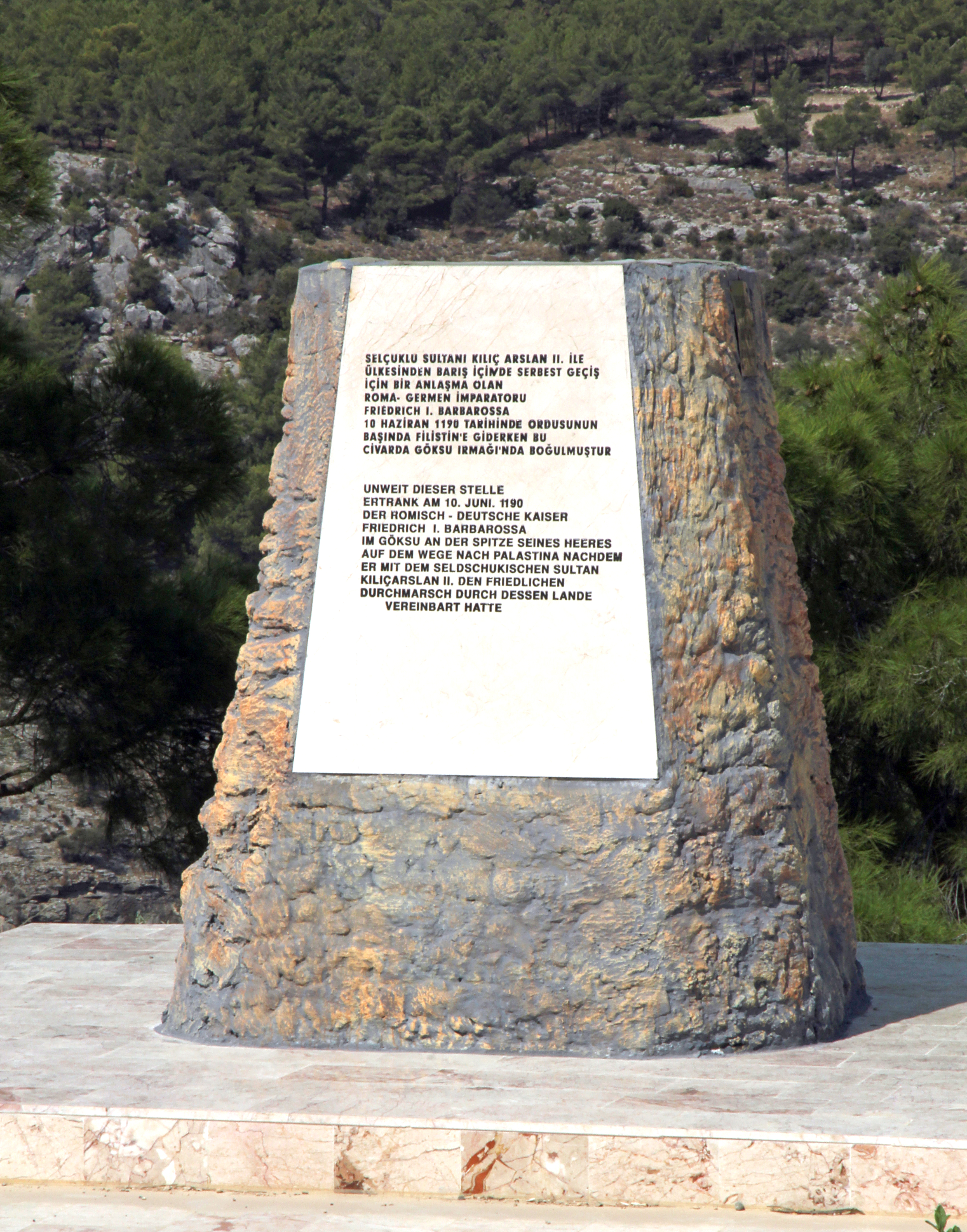
Barbarossa-Denkmal am Göksu

Das Friedrich-Barbarossa-Denkmal (türkisch: Frederic Barbaros Anıtı) ist ein Friedrich I. Barbarossa gewidmetes Denkmal in der Provinz Mersin in der südlichen Türkei.

## Standort
Das Denkmal befindet sich ungefähr 9 km westlich von Silifke, an der Schnellstraße D 715. Vom Gedenkstein aus können der Fluss Göksu und das Dorf Ekşiler überblickt werden.

## Geschichtlicher Hintergrund
Der römisch-deutsche Kaiser Friedrich I. Barbarossa nahm am dritten Kreuzzug teil. Er wählte den Landweg ins Heilige Land. In Südanatolien starb er unter ungeklärten Umständen im Rahmen einer Flussüberquerung am 10. Juni 1190.

## Das Denkmal
Ein erster Gedenkstein wurde 1971 von der deutschen Botschaft am vermuteten Todesort aufgestellt. Der Gedenkstein trug eine zweisprachige (türkisch/deutsch) Inschrift. Die deutsche Variante lautet:
„UNWEIT DIESER STELLE ERTRANK AM 10. JUNI 1190 DER RÖMISCH-DEUTSCHE KAISER FRIEDRICH I. BARBAROSSA IM GÖKSU AN DER SPITZE SEINES HEERES AUF DEM WEGE NACH PALÄSTINA NACHDEM ER MIT DEM SELDSCHUKISCHEN SULTAN KILIÇ ARSLAN II. DEN FRIEDLICHEN DURCHMARSCH DURCH DESSEN LANDE VEREINBART HATTE“
Dieser Text schönt dabei die historischen Umstände: Kılıç Arslan II. hatte dem Kreuzfahrerheer zwar friedlichen Durchmarsch durch sein Territorium zugesagt, seine Söhne hielten sich jedoch nicht daran und verbündeten sich teilweise mit den Söhnen Saladins. Es kam zu kriegerischen Auseinandersetzungen. Erst als die Kreuzfahrer in der Schlacht bei Philomelion und der Schlacht bei Iconium gegen die Rum-Seldschuken gewonnen hatte, konnten sie durchmarschieren. Der Tod Friedrichs I. ereignete sich darüber hinaus nicht im Herrschaftsgebiet Kılıç Arslans II., sondern im christlichen Fürstentum Armenien unter der Herrschaft Leos II.
Aufgrund eines Ausbaus der anliegenden Schnellstraße und Akten des Vandalismus musste der Gedenkstein verlegt werden. 2012 wurde daher ein neues Denkmal enthüllt, mehr als vier Meter hoch mit einer überlebensgroßen Statue. Auf dem Sockel der Statue wurde die gleiche Inschrift wie auf dem alten Gedenkstein angebracht. Ein Jahr nach der Einweihung war die Statue bereits wieder verschwunden. Heute ist nur noch ihr Sockel zu sehen.